# Список населённых мест Олонецкой губернии (1905)

 Список населённых мест Олонецкой губернии по сведениям за 1905 год  — перечень волостей и сельских обществ Олонецкой губернии по сведениям «Списка населённых мест Олонецкой губернии за 1905 год».

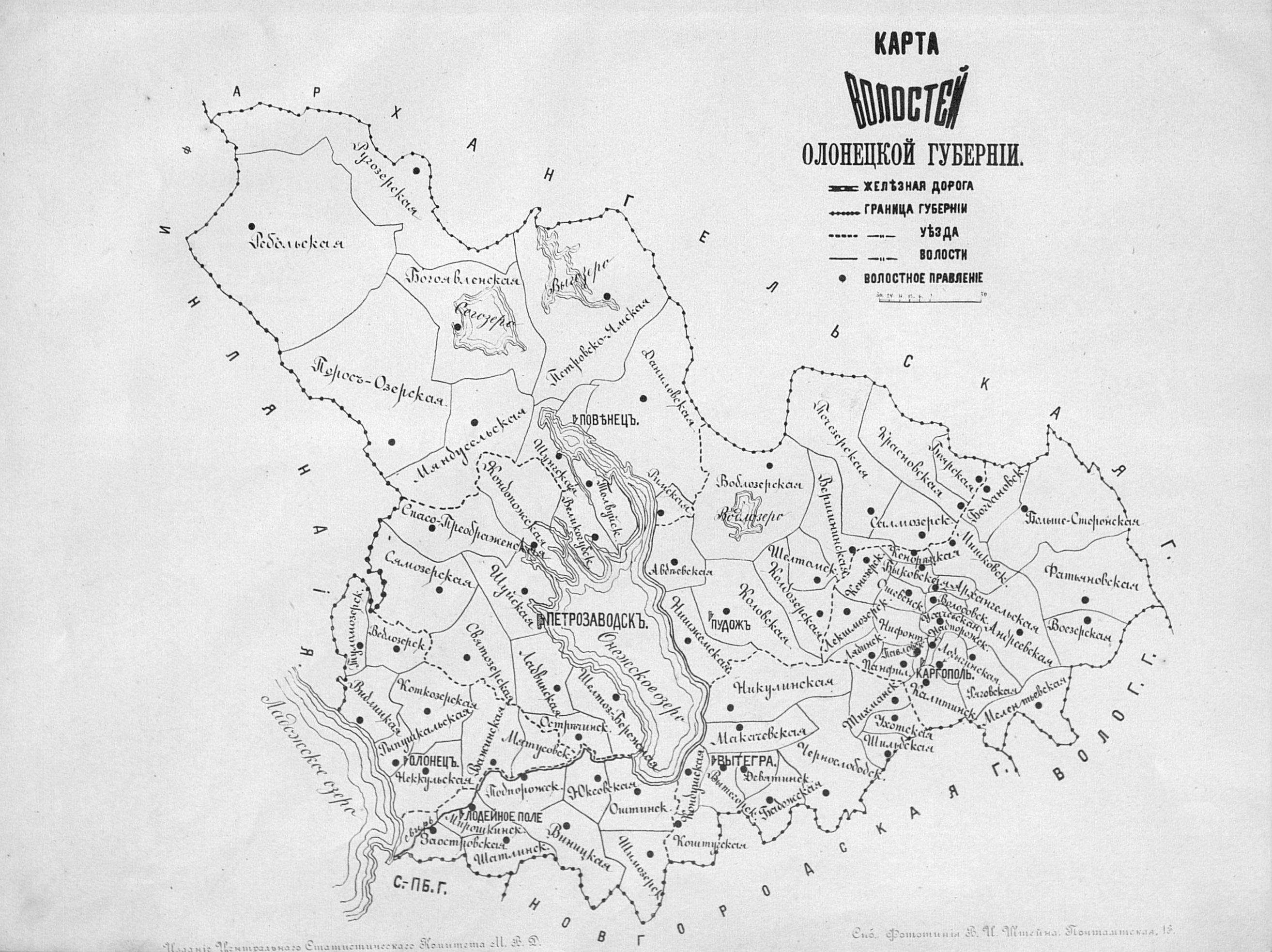
Волости Олонецкой губернии

## Петрозаводский уезд
| Волости уезда                | Количество деревень | Количество жителей | Сельские общества уезда | Количество деревнь  | Количество жителей                     |
| ---------------------------- | ------------------- | ------------------ | --- | ------------------- | -------------------------------------- |
| Великогубская волость        | 110                 | 10 711             | Великогубское общество Кижское общество Космозерское общество Сенногубское общество Яндомозерское общество                                                                                    | 19 42 14 27 8       | 2710 2555 1713 2709 1024               |
| Кондопожская волость         | 54                  | 8 249              | Петропавловское общество Кондопожское общество Горское общество Белогорское общество Викшезерское общество Лижемское общество                                                                 | 13 10 5 1 19 6      | 2657 1874 922 409 1177 1210            |
| Ладвинская волость           | 48                  | 6 457              | Ладвинское общество Ивинское общество Деревянское общество | 28 10               | 3811 1074 1572                         |
| Остречинская волость         | 30                  | 3 309              | Остречинское общество Гак-ручейское общество Муромское общество | 20 4 6              | 1760 723 826                           |
| Святозерская волость         | 40                  | 3 425              | Маньгинское общество Святозерское общество Пряжинское общество | 12 19 9             | 729 1883 813                           |
| Спасопреображенская волость  | 66                  | 6 342              | Кончезерское общество Кончезерско-заводское общество Мунозерское общество Вохтозерское общество Пялозерское общество Вороновское общество                                                     | 12 2 14 22 12 4     | 1204 447 1580 1165 1266 680            |
| Сямозерская волость          | 79                  | 7 122              | Сямозерское общество Часовенское общество Салменижское общество Кунгозерское общество Лахтинское общество Вешкельское общество                                                                | 9 10 12 13 22       | 700 1158 1184 1228 814 2038            |
| Толвуйская волость           | 117                 | 11 871             | Толвуйское общество Вырозерское общество Кузарандское общество Типиницкое общество Фоймогубское общество                                                                                      | 38 11 12 20 36      | 3943 1766 1973 1987 2202               |
| Шелтозерско-Бережная волость | 62                  | 9 330              | Шокшинское общество Шелтозерско-Бережное общество Шелтозерско-горное общество Щелейско-Гиморецкое общество Рыборецкое общество                                                                | 9 24 11 10 8        | 1154 2448 1390 1428 2910               |
| Шуйская волость              | 70                  | 7 361              | Ялгубское общество Ялгубское обельное общество Заозерское общество Шуйское общество Сунское общество Намоево-Кончезерское общество Сысоевское общество Бесовецкое общество Виданское общество | 6 3 9 21 10 8 3 2 8 | 960 342 1011 1655 1387 746 129 152 979 |

## Олонецкий уезд
| Волости уезда         | Количество деревень | Количество жителей | Сельские общества уезда | Количество деревнь    | Количество жителей                  |
| --------------------- | ------------------- | ------------------ | --- | --------------------- | ----------------------------------- |
| Важинская волость     | 52                  | 5 559              | Важинское общество Усланское общество Мандрогское общество Михайловское общество Согинское общество Кашканское общество | 12 5 12 17 1          | 1513 615 446 1578 1156 251          |
| Ведлозерская волость  | 79                  | 4 826              | Нялмозерское общество Паннильское общество Крошнозерское общество Ведлозерское общество Савиновское общество Щеккильское общество | 10 6 5 19 29 13       | 542 600 710 1286 1007 681           |
| Видлицкая волость     | 80                  | 5 639              | Княщинское общество Кондушское общество Кукшегорское общество Верхневидлицкое общество Тулокское общество Нижегорское общество Верхнегорское общество Кинелахтинское общество В деревне Теппилы Тулокский таможенный переходный пункт | 11 4 9 8 17 11 7 11 1 | 869 918 468 573 731 557 525 822 202 |
| Коткозерская волость  | 52                  | 3 325              | Коткозерское общество Сармяжское общество Вагвозерское общество | 18 14 20              | 1073 844 1408                       |
| Мятусовская волость   | 47                  | 5 534              | Мятусовское общество Хевронское общество Пидемское общество Волостонаволоцкое общество Великонаволоцкое общество Палачинское общество                                                                                                 | 2 7 8 16 6 11         | 640 964 1166 961 977 626            |
| Неккульская волость   | 92                  | 7 312              | Мегрецкое общество Юргельское общество Куйтежское общество Самбатукское общество Обжанское общество Кондушское общество Александро-Свирское общество                                                                                  | 24 22 5 10 24 2       | 947 1070 664 747 869 2387 628       |
| Рыпушкальская волость | 120                 | 6 218              | Рыпушкальское общество Верховское общество Ладвинское общество Улванское общество Юксильское общество Ильинское общество Рышкальское общество                                                                                         | 20 19 13 12 17 22     | 1196 658 950 985 599 659 1171       |
| Туломозерская волость | 62                  | 2 908              | Сармяжское общество Пульчельское общество Туломозерское общество | 12 9 41               | 578 399 1931                        |

## Лодейнопольский уезд
Виницкая волость
- Каргинское общество
- Чикозерское общество
- Виницкое общество
- Тукшинское общество
- Тумазовское общество
- Озерское общество
- Немжинское общество
- Ладвинское общество
- Макушевское общество

Заостровская волость
- Сермакское общество
- Горское общество
- Заостровское общество
- Рекинское общество
- Шаньгинское общество
- Имоченское общество
- Шоткуское общество
- Гнилинское общество
- Лахтинское общество
- Ручьянское общество

Мирошкинская волость
- Каномское общество
- Пиркинское общество
- Речко-Емельяновское общество
- Рахковское общество
- Шаменское 1 общество
- Шаменское 2 общество
- Люговское 1 общество
- Люговское 2-е общество

Оштинская волость
- Коштугское общество
- Мегорское общество
- Водлицкое общество
- Роксинское общество
- Оштинское общество
- Верховское общество
- Курвошское общество
- Вознесенское общество
- Кузринское общество
- Шустручское общество
- Косельгское общество
- Барановское общество

Подпорожская волость
- Подпорожское общество
- Тереховское общество
- Каковское общество
- Наволоцкое общество
- Яндебское общество
- Вонозерское общество
- Шеменское общество

Шапшинская волость
- Валданское общество
- Гонгинское общество
- Подборское общество
- Ратигорское общество
- Надпорожское общество
- Скаминское общество
- Шапшинское общество
- Киницкое общество
- Варбинское общество
- Рускодинское общество
- Сюрьянское общество
- Чукинское общество
- Заозерское общество
- Мустинское общество
- Янгинское общество
- Гайговское общество
- Кяргинское общество

Шимозерская волость
- 1-е Шимозерское общество
- 2-е Шимозерское общество
- Кривозерское общество
- Пяжезерское общество
- Пустынское общество
- Сяргозерское общество

Юксовская волость
- Гонгинское общество
- Гоморовичевское общество
- Юксовское общество

## Вытегорский уезд
Андомская волость
- Ладвозерское общество
- Марынское общество
- Погоское общество
- Титовское общество

Бадожская волость
- Антинское общество
- Бадожское общество
- Бурковское общество
- Бурцевское общество

Вытегорская волость
- Анхимовское общество
- Марковское общество
- Сперовское общество

Девятинская волость
- Девятинское общество
- Илекское общество
- Рубежское общество

Кондушская волость
- Кондушское общество
- Мегорское общество
- Палтогское общество

Коштугская волость
- Ежезерское общество
- Коштугское общество
- Куштозерское общество
- Ундозерское общество

Макачевская волость
- Андоморецкое общество
- Замошское общество
- Пятницкое общество
- Тудозерское общество

Тихмангская волость
- Верховское общество
- Ильинское общество
- Лихошальское общество
- Низовское общество
- Стрельниковское общество
- Тихмангское общество
- Ягремское общество

Ухотская волость
- Вахрушевское общество
- Ереминское общество
- Низовское общество
- Никифоровское общество
- Юркинское общество

Чернослободская волость
- Агафоновское общество
- Анциферовское общество
- Кемское общество
- Окштамское общество
- Павшинское общество
- Потаповское общество
- Сойдинское общество
- Чернослободское общество

Шильдская волость
- Григорьевское общество
- Дуплевское общество
- Кузнецовское общество
- Рядчинское общество
- Чуриловское общество

## Каргопольский уезд
Александровская волость
- Заднедубровское общество
- Коневское общество
- Корельское общество
- Лисицинское общество
- Плесское общество
- Чаженгское общество

Андреевская волость
- Нименское общество

Архангельская волость
- Архангельское общество
- Луговское общество
- Озерское общество
- Сорокинское общество

Богдановская волость
- Богдановское общество
- Красновское общество
- Сысовское общество
- Федовское общество

Большесторонская волость
- Веральское общество
- Лелемское общество
- Лепшинское общество
- Малосторонское общество
- Шалякушское общество

Быковская волость
- Ермолинское общество
- Никольское общество
- Троицкое общество
- Чурьегское общество
- Шолтомское общество

Воезерская волость
- Воезерское общество
- Елгомское общество
- Канакшанское общество
- Мехренское общество

Волосовская волость
- Афоновское общество
- Бережское общество

Калитинская волость
- Замошское общество
- Ковежское общество
- Нокольское общество
- Ольгское общество

Кенозерская волость
- Климовское общество
- Поржинское общество
- Ряпусовское общество

Лекшмозерская волость
- Долгозерское общество
- Лекшмозерское общество
- Орловское общество
- Труфановское общество

Лодыгинская волость
- Большешальское общество
- Малошальское общество

Лядинская волость
- Лядинское общество

Мелентьевская волость
- Вадьинское общество
- Валдиевское общество
- Вохтомское общество

Надпорожская волость
- Надпорожское общество

Нифантовская волость
- Верхнечурьегское общество
- Красноляжское общество
- Полуборское общество
- Речно-Георгиевское общество

Ошевенская волость
- Боровское общество
- Гаревское общество
- Михеевское общество
- Погостское общество
- Халуйское общество

Павловская волость
- Волковское общество
- Златоустовское общество
- Павловское общество

Панфиловская волость
- Лекшморецко-Боровское общество
- Лекшморецкое общество
- Ловзангское общество
- Печниковское общество

Ряговская волость
- Ряговское общество

Усачевская волость
- Ольховское общество
- Устьволгское общество

Фатьяновская волость
- Заречное общество
- Лимское общество
- Мошинское общество
- Шежемское общество

## Пудожский уезд
Авдеевская волость
- Бураковское общество
- Костинское общество
- Мелентьевское общество
- Перх-Наволоцкое общество
- Тубозерское общество

Боярская волость
- Бабкинское общество
- Боярское общество

Вершининская волость
- Кумбас-озерское общество
- Першлахтинское общество
- Рыжковское общество
- Трихновское общество

Водлозерская волость
- Канзанаволокское общество
- Куганаволоцкое общество
- Пилмасозерское общество

Карякинская волость
- Враниковское общество
- Олеховское общество

Коловская волость
- Васюковское общество
- Коловское общество
- Островское общество
- Отовозерское общество
- Самсоновское общество
- Устьколодское общество
- Филимоновское общество

Колодозерская волость
- Дубовское общество
- Колодозерское общество

Корбозерская волость
- Водлинское общество
- Корбозерское общество
- Салмозерское общество

Красновская волость
- Красновское общество
- Ундозерское общество

Нигижемская волость
- Великодворское общество
- Каршевское общество
- Подбережское общество
- Шальское общество
- Якушевское общество

Почезерская волость
- Филипповское общество
- Янгозерское общество

Шелтомская волость
- Бережнодубровское общество
- Горское общество
- Шелтомское общество

## Повенецкий уезд
Богоявленская волость
- Масельгское общество
- Селецкое общество
- Сондальское общество
- Сяргозерское общество

Даниловская волость
- Водлозерское общество
- Даниловское общество
- Челмужское обельное вотчинное общество
- Челмужское общество

Мяндусельская волость
- Линдозерское общество
- Покровское общество
- Святнаволоцкое общество

Петровско-Ямская волость
- Масельгское общество Петровско-Ямской волости
- Выгозерское общество
- Койкиницкое общество

Порос-озерская волость
- Порос-озерское  общество
- Клюшиногорское  общество

Ребольская волость
- Кимоварское общество
- Ребольское общество

Римская волость
- Римское общество

Ругозерская волость
- Коргубское общество
- Ругозерское общество
- Кимас-озерское общество

Шунгская волость
- Кажемское общество
- Кяппесельгское общество
- Пергубское общество
- Селезневское общество
- Филипповское общество